# Лимитирующий показатель вредности
Лимитирующий показатель вредности (ЛПВ) — показатель, характеризующийся наибольшей безвредной концентрацией в воде; иными словами, это показатель, который определяет собой наиболее ранний и вероятный характер неблагоприятного влияния в случае появления в воде химического вещества в концентрации, превышающей ПДК.
Для воды хозяйственно-питьевого назначения выделяются три типа ЛПВ — санитарно-токсикологический, общесанитарный и органолептический. Санитарно-токсикологический подразумевает концентрацию, при превышении которой вещество становится токсичным для человека. Общесанитарный свидетельствует о нарушении санитарного состояния водного объекта. Органолептический обозначает концентрацию, при превышении которой вода меняет вкусовые качества, цвет, запах, а также характеризуется образованием пены или плёнки.
ПДК устанавливается на основании определения ЛПВ — по наименьшему из трёх.
Например, медь токсична для человека — при 10 мг/л, нарушает процессы самоочищения гидроэкосистемы — при 5 мг/л, придает воде привкус — при 1 мг/л. Последнее значение — наименьшее из трех, поэтому здесь ЛПВ — органолептический, и хозяйственно-питьевое ПДК — 1 мг/л.